# Canal de Müller

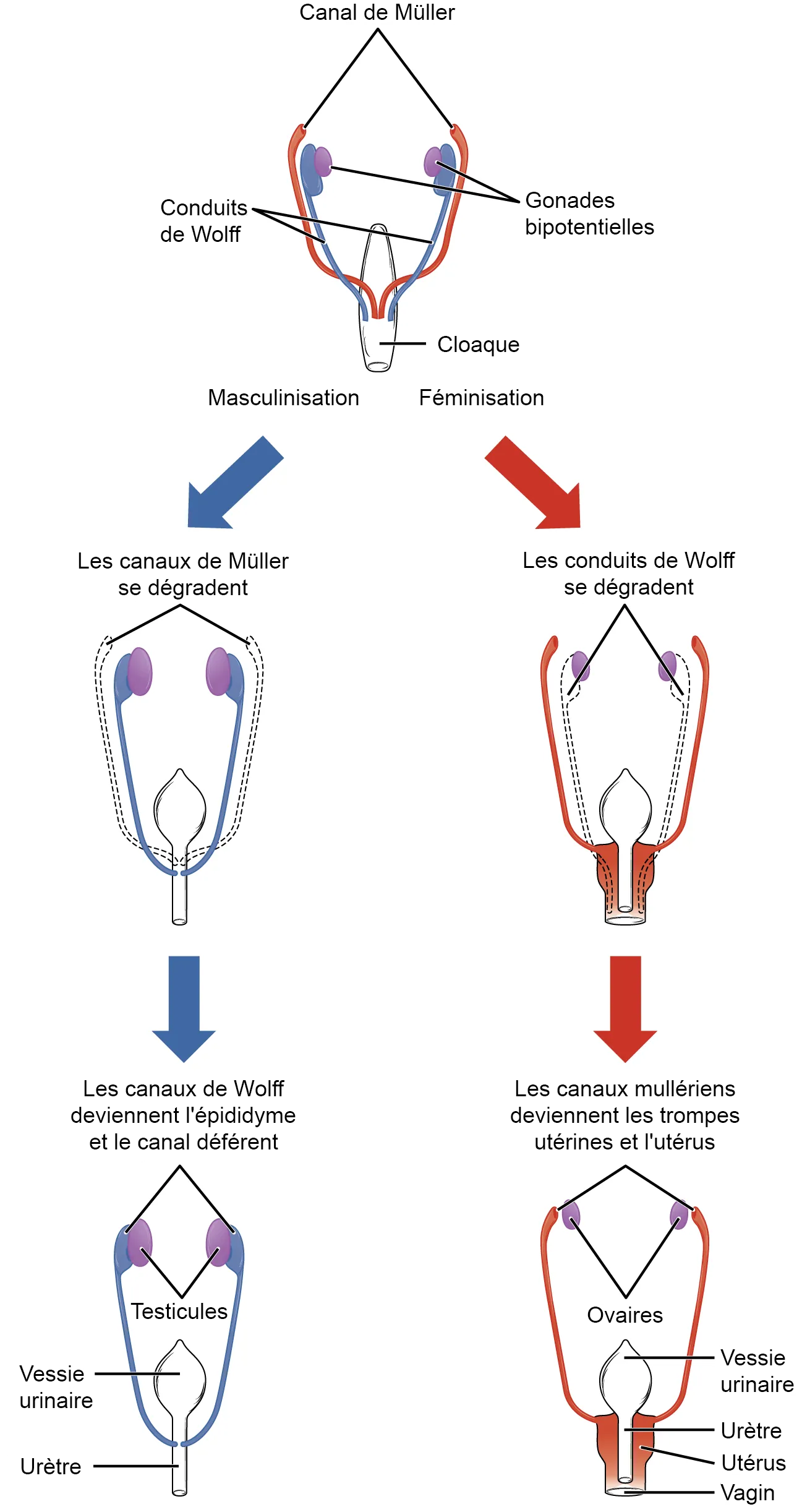
Différenciation des systèmes reproducteurs masculin et féminin

Les canaux de Müller – aussi appelés canaux ou conduits paramésonéphrotiques  – constituent, avec les canaux de Wolff, les voies génitales doubles de l'embryon lors du stade indifférencié du développement de l'appareil génital des mammifères.  On utilise aussi les termes de système müllerien et système wolffien.  
Chez l'humain, la différenciation a lieu entre la 8e et la 9e semaine après la fécondation pour les femmes et à la 7e semaine pour les hommes. Selon le sexe de l'embryon, les canaux de Müller disparaissent ou se transforment.. 
Lorsque l'embryon est mâle et donc possède des testicules, ces derniers vont sécréter deux hormones : la testostérone, par les cellules de Leydig, et l'hormone de régression müllérienne (AMH) par les cellules de Sertoli. Lorsque l'AMH est sécrétée, on assiste à une dégénération (ou involution) des canaux de Müller et la testostérone entraîne le développement des voies génitales mâles.
Lorsque l'embryon est génétiquement une femelle (ne possède donc pas à priori de chromosome sexuel Y), l'hormone AMH n'est pas sécrétée, les canaux de Müller demeurent donc, et se développent en voies génitales femelles. La testostérone n'étant pas produite, elle ne permet alors pas le maintien des canaux de Wolff qui, eux, vont régresser.

## Étymologie
Leur nom vient du physiologiste Johannes Peter Müller qui a décrit ces canaux pour la première fois dans son texte « Bildungsgeschichte der Genitalien » en 1830.

## Variation
Leur non régression chez un embryon masculin entraîne un syndrome des canaux de Müller persistants, qui présente à la fois des organes génitaux externes masculins (scrotum et pénis) normaux et des organes génitaux internes féminins. L'enfant est intersexe.